# Estilete (informática)

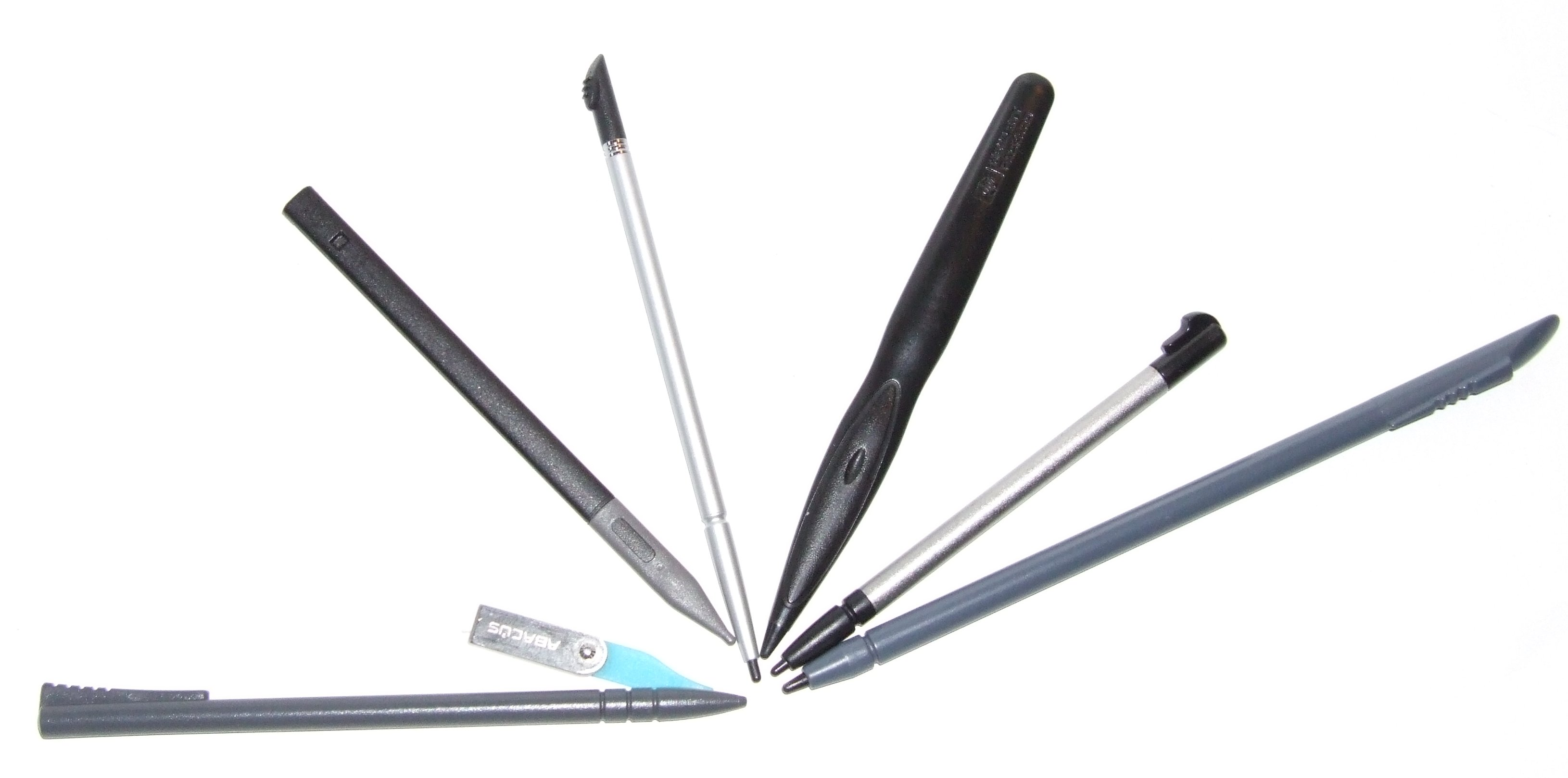
Varios estiletes; (nombrados de izquierda a derecha) de PalmPilot Profesional, del PDA Fossil Wrist, de Nokia 770, de Audiovox XV6600, HP Jornada 520, de Sharp Zaurus 5500, de Fujitsu Lifebook P-1032.

En informática, un estilete (o lápiz óptico) es un pequeño instrumento en forma de lápiz o bolígrafo que se utiliza para introducir comandos a una pantalla de ordenador, a un dispositivo móvil o a una tableta gráfica. Con la pantalla táctil de los dispositivos, el usador coloca el estilete sobre la superficie de la pantalla para dibujar o hacer selecciones. Así, el estilete se puede utilizar en lugar de un ratón o de un dispositivo apuntador, una técnica comúnmente llamada pluma de computación.
Los lápices digitales son dispositivos de entrada más grandes que un estilete, y ofrecen una funcionalidad aumentada como botones programables, sensibilidad de presión o borrador electrónico.

## Descripción
El estilete es el dispositivo de entrada primario para los organizadores personales. Es utilizado en las consolas de juegos de vídeo portátiles como la DS de Nintendo y 3DS, y el Wii U GamePad. Algunos teléfonos inteligentes, como los teléfonos Windows Mobile 2003, requieren un estilete para una introducción cuidadosa. Sin embargo, los dispositivos que presentan el multitáctil devienen más populares que los que van con estilete; El estilete capacitivo, diferente del estilete corriente, puede ser utilizado para dispositivos táctiles como el iPhone u otros teléfonos, tabletas y computadoras.). También el estilete-bolígrafo emplea para la famosa serie de los Galaxy Note (2011-2021 y actualmente fuisonada con la gama S) de Samsung Electronics.
Las tabletas utilizan un estilete que contiene circuitos (alimentado por batería o que opera pasivamente por cambio de inductancia), para permitir botones multifunción al barril de la pluma o del lápiz para transmitir acciones del usador en la tableta. La mayor parte de las tabletas detectan diversos grados de sensibilidad a la presión, p. ej., para utilizarlos en un programa de dibujo con el fin de variar el grosor de la línea o la densidad del color.
Más allá del lado del mecanismo de entrada, ha habido una necesidad de salida física del lápiz. Recientemente, se han propuesto nuevas interfaces basadas en lápiz para simular las sensaciones físicas realistas en superficies digitales (por ejemplo, ordenador de la tableta, teléfono, etc.) con el objetivo de permitir a los usuarios de simular una escritura analógica, por ejemplo, Realp Project.
El primer uso de un stylus en un dispositivo de informática fue el  Styalator , una demostración del que hizo Tom Dimond en 1957.

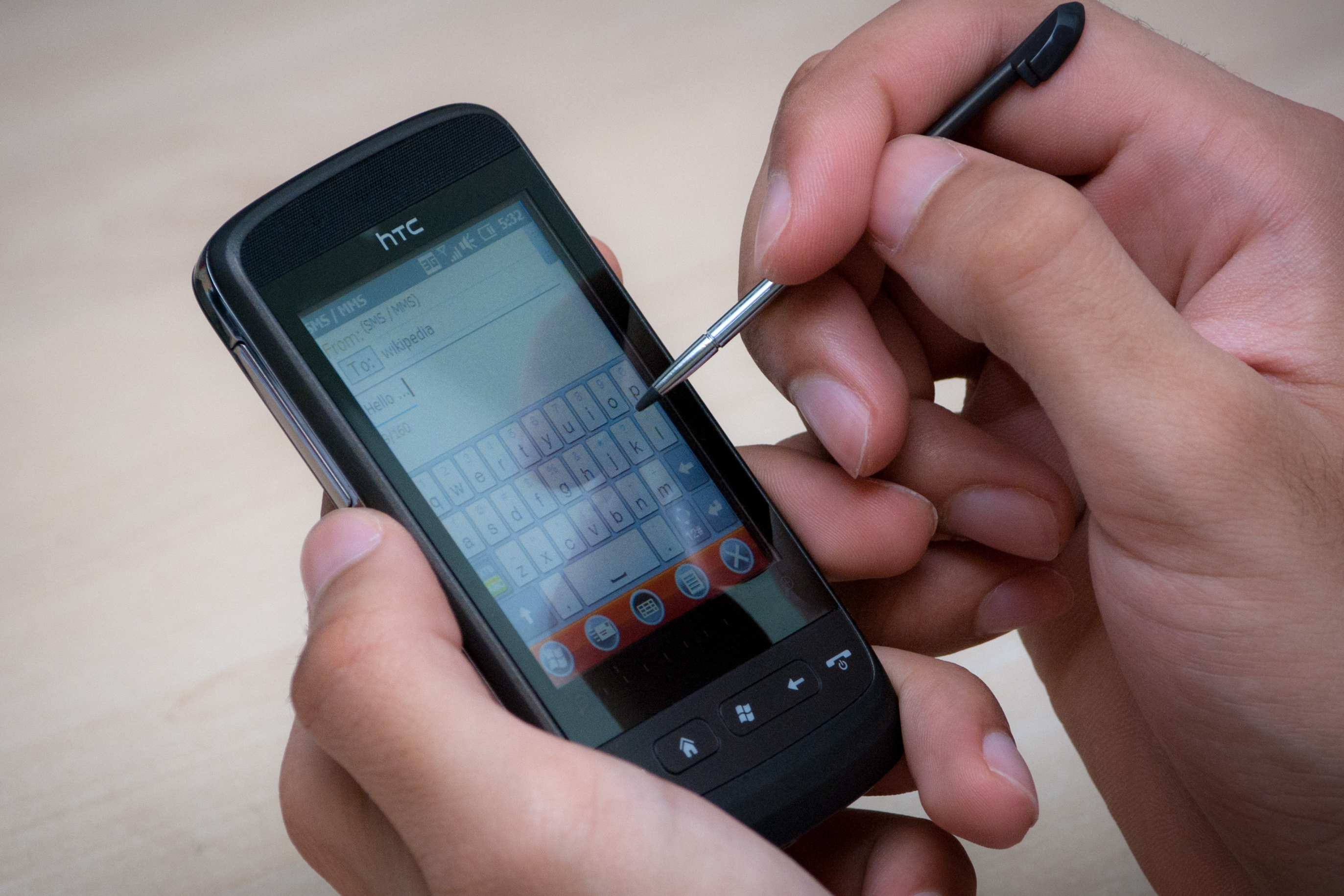
Un teléfono inteligente empleado con un estilete.
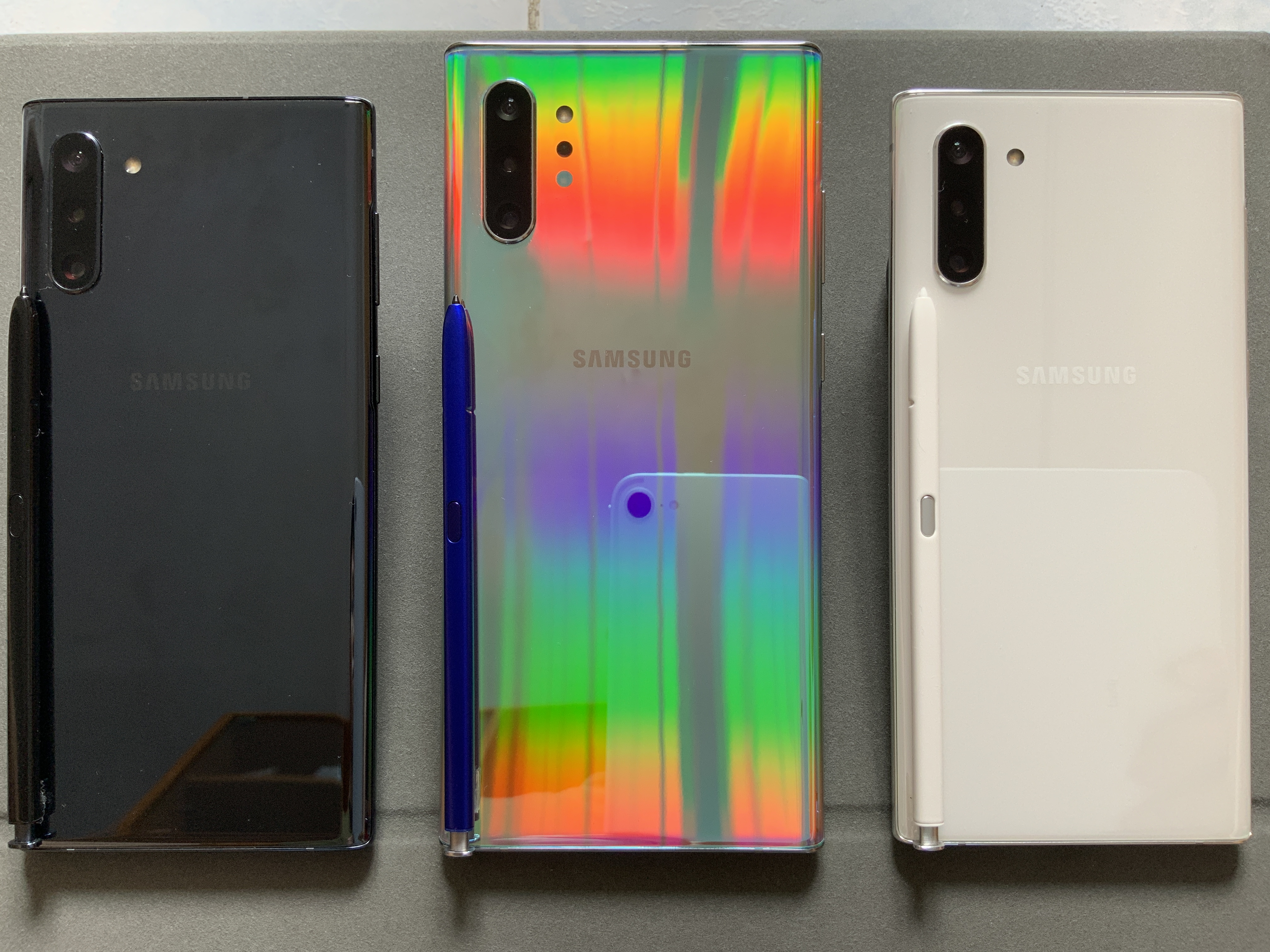
Tabléfono Samsung Galaxy Note 10, incorpora un estilete tipo  S-Pen
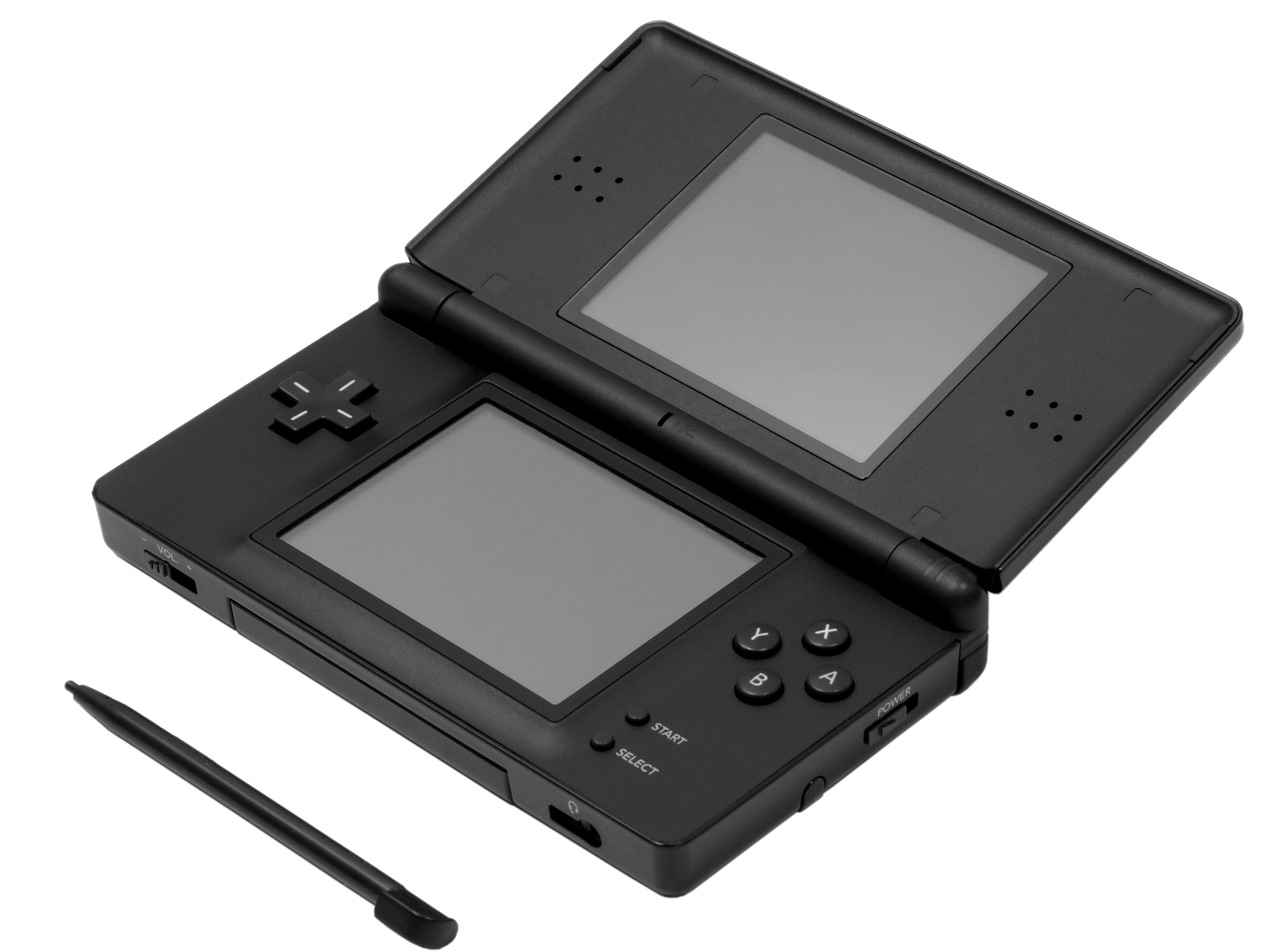
Una Nintendo DS con su estilete.